# Kapellekoutermolen
De Kapellekoutermolen is een voormalige windmolen in de Oost-Vlaamse plaats Everbeek in de gemeente Brakel. De stenen bergmolen werd opgericht in 1791 en werkte tot 1919. De molen diende enkel om graan te malen. Enkel de molenromp blijft nog over.